# Federica Savini
Federica Savini (Genzano di Roma, 30 settembre 1991) è una calciatrice italiana, di ruolo difensore.

## Carriera

### Club
Federica Savini cresce calcisticamente nel Colonna, società dell'omonimo comune nei dintorni di Roma. Nell'estate 2008 viene contattata dalla dirigenza della Lazio, neopromossa in Serie A2, l'allora secondo livello del campionato italiano femminile di calcio, che intenzionata a rafforzare l'organico per puntare ad una futura promozione in Serie A le offre un posto da titolare nel reparto difensivo. La stagione si rivelerà estremamente positiva che anche grazie al suo contributo centra la promozione già al primo campionato in maglia biancazzurra. Savini resta alla Lazio per sette stagioni consecutive, quattro delle quali nella massima serie e, dopo la retrocessione patita al termine della stagione 2012-2013, le ultime tre in Serie B, tornata secondo livello del campionato italiano.
Durante il calciomercato estivo 2015 la Res Roma annuncia di aver sottoscritto un accordo con l'atleta per disputare la stagione 2015-2016.
Al termine della stagione 2017-2018 la Res Roma ha ceduto il proprio titolo sportivo di partecipazione al campionato di Serie A alla neonata AS Roma, svincolando tutte le sue tesserate. Savini per la stagione 2018-2019 si è accordata con la Lazio, partecipante al campionato di Serie B a girone unico.

## Palmarès

### Club
- Campionato italiano di Serie A2: 1

Lazio CF: 2008-2009
- Campionato italiano di Serie B: 1

Lazio: 2020-2021